# Базарак
Базарак (перс. بازارک) — місто у Афганістані, адміністративний центр провінції Панджшер.

## Географія
Базарак розташований на північному сході країни у передгір'ях Гіндукушу.

### Клімат
Місто знаходиться у зоні, котра характеризується континентальним субарктичним кліматом. Найтепліший місяць — липень із середньою температурою 14.7 °C (58.5 °F). Найхолодніший місяць — січень, із середньою температурою -7.6 °С (18.3 °F).
| Клімат Базарака         | Клімат Базарака | Клімат Базарака | Клімат Базарака | Клімат Базарака | Клімат Базарака | Клімат Базарака | Клімат Базарака | Клімат Базарака | Клімат Базарака | Клімат Базарака | Клімат Базарака | Клімат Базарака | Клімат Базарака |
| Показник                | Січ.            | Лют.            | Бер.            | Квіт.           | Трав.           | Черв.           | Лип.            | Серп.           | Вер.            | Жовт.           | Лист.           | Груд.           | Рік             |
| Середня температура, °C | −7,6            | −5,7            | −1,2            | 3,7             | 7,3             | 12,6            | 14,7            | 14,2            | 11              | 6,2             | 0,5             | −4,6            | 4,3             |
| Норма опадів, мм        | 91              | 124.5           | 164.2           | 164.7           | 101.2           | 13.3            | 16.5            | 14.5            | 10.3            | 28.3            | 54.1            | 84.7            | 867.3           |
| Днів з опадами          | 1,1             | 2               | 5               | 6,9             | 8,5             | 3,9             | 3,9             | 3               | 2,2             | 2,6             | 2,2             | 1,5             | 42,8            |
| Вологість повітря, %    | 61.4            | 65.7            | 64.7            | 65.5            | 60.4            | 48.3            | 47.1            | 48.1            | 49              | 50.8            | 51.7            | 57              | 55.8            |
| ----------------------- | --------------- | --------------- | --------------- | --------------- | --------------- | --------------- | --------------- | --------------- | --------------- | --------------- | --------------- | --------------- | --------------- |
| Джерело: Weatherbase    |                 |                 |                 |                 |                 |                 |                 |                 |                 |                 |                 |                 |                 |